# Spyros Balomenos
Spyros Balomenos (Atenas, 28 de febrero de 1979) fue un jugador de balonmano griego que jugó de lateral izquierdo. Fue un componente de la selección de balonmano de Grecia que logró la sexta plaza en los Juegos Olímpicos de Atenas 2004 y en el Campeonato Mundial de Balonmano Masculino de 2005.

## Palmarés

### Sävehof
- Liga sueca de balonmano masculino (1): 2005

### AEK Atenas
- Liga de Grecia de balonmano (1): 2013

## Clubes
- AS Ionikos Atenas ( -2002)
- IF Guif Eskilstuna (2002-2004)
- IK Sävehof (2004-2006)
- MT Melsungen (2006-2008)
- HBW Balingen-Weilstetten (2008-2009)
- TSV Dormagen (2009-2010)
- IL Runar Sandefjord (2010-2011)
- Union Leoben (2011-2012)
- AEK Atenas (2012-2013)
- Handball Tirol (2013-2014)